# Hiện đại hóa kiểu Trung Quốc
Hiện đại hóa kiểu Trung Quốc (tiếng Trung: 中国式现代化; Hán-Việt: Trung Quốc thức hiện đại hóa) còn gọi là hiện đại hóa Trung Quốc hoặc con đường hiện đại hóa Trung Quốc, là một khẩu hiệu chính trị do Đảng Cộng sản Trung Quốc thúc đẩy nhằm tự hào về một mô hình hiện đại hóa tương phản với sự phát triển theo kiểu phương Tây và nhấn mạnh sức mạnh của Mô hình kinh tế và chính trị của Trung Quốc.

## Lịch sử
Thuật ngữ này có từ năm 1979, khi nhà lãnh đạo Đặng Tiểu Bình đã nhắc đến nó trong bài phát biểu vào tháng 3 năm 1979 về bốn nguyên tắc cơ bản.
Nó đã trở thành một cụm từ độc lập dưới thời Tổng Bí thư Tập Cận Bình khi vào tháng 4 năm 2021, Nhân dân nhật báo đăng một số bài báo về "mổ xẻ hiện đại hóa kiểu Trung Quốc", khiến các cơ quan truyền thông nhà nước Trung Quốc còn lại cũng làm như vậy. Vương Hỗ Ninh, nhà lý luận chính trị hàng đầu dưới thời Tập Cận Bình, được coi là người có liên quan đến việc phát triển thuật ngữ này.
Thuật ngữ này nổi bật trong "nghị quyết lịch sử" của Đảng Cộng sản Trung Quốc dưới thời Tập Cận Bình, được thông qua vào năm 2021. Nghị quyết nói rằng hiện đại hóa kiểu Trung Quốc sẽ tiếp tục thúc đẩy "sự phục hưng vĩ đại của dân tộc Trung Hoa". Thuật ngữ này xuất hiện 11 lần trong báo cáo chính trị của Tập Cận Bình trước Đại hội lần thứ XX tổ chức vào tháng 10 năm 2022. Thuật ngữ này cũng được nhắc đến một cách nổi bật tại phiên họp đầu tiên trong Đại hội Đại biểu Nhân dân toàn quốc lần thứ XIV vào tháng 3 năm 2023.

## Tổng quan
Thuật ngữ này được coi là một nỗ lực của Tập Cận Bình nhằm tập trung vào việc củng cố vị thế của Trung Quốc trên thế giới. Nó cũng được giới lãnh đạo Trung Quốc sử dụng để hình dung ra một kiểu phát triển mới trên thế giới; Tập Cận Bình nói rằng hiện đại hóa kiểu Trung Quốc "phá vỡ huyền thoại về 'hiện đại hóa đồng nghĩa với phương Tây hóa". Theo Tập Cận Bình, hiện đại hóa kiểu Trung Quốc có "năm đặc điểm" (五个特征) và "chín yêu cầu cơ bản" (九个本质要求):
| Đặc điểm | Yêu cầu cơ bản |
| --- | --- |
| 1. Dân số đông đảo 2. Thịnh vượng chung cho mọi người 3. Tiến bộ về vật chất và văn hóa - đạo đức 4. Sự hòa hợp giữa con người và thiên nhiên 5. Phát triển trong hòa bình | 1. Phát huy sự lãnh đạo của Đảng Cộng sản Trung Quốc và chủ nghĩa xã hội đặc sắc Trung Quốc 2. Theo đuổi sự phát triển chất lượng cao 3. Phát triển nền dân chủ nhân dân toàn diện 4. Làm phong phú thêm đời sống văn hóa của nhân dân 5. Đạt được sự thịnh vượng chung cho tất cả mọi người 6. Thúc đẩy sự hòa hợp giữa con người và thiên nhiên 7. Xây dựng cộng đồng nhân loại cùng chia sẻ tương lai 8. Tạo ra một hình thức tiến bộ mới của nhân loại |

Đặc biệt, đạt được sự thịnh vượng chung được coi là một trong những nguyên lý then chốt của công cuộc hiện đại hóa kiểu Trung Quốc dưới thời Tập Cận Bình; Trương Trạm Bân, một quan chức tại Trường Đảng Trung ương Đảng Cộng sản Trung Quốc đã viết cho tờ Nhân dân nhật báo rằng hiểu được vai trò của sự thịnh vượng chung là rất quan trọng để "nhận thức rõ ràng sự khác biệt lớn giữa hiện đại hóa kiểu Trung Quốc và con đường hiện đại hóa phương Tây". Tập Cận Bình đã tuyên bố rằng "hiện đại hóa Trung Quốc là hiện đại hóa xã hội chủ nghĩa" và sự lãnh đạo của Đảng Cộng sản Trung Quốc là rất quan trọng đối với hiện đại hóa kiểu Trung Quốc. Ông cho biết nếu không có sự lãnh đạo của Đảng, hiện đại hóa kiểu Trung Quốc "sẽ đi chệch hướng, mất linh hồn hoặc thậm chí gây ra những sai lầm thảm khốc."